# 茶阿局
茶阿局（ちゃあのつぼね、天文19年（1550年）頃 - 元和7年6月12日（1621年7月30日））は、安土桃山時代から江戸時代前期にかけての女性。徳川家康の側室。松平忠輝、松平松千代の母。名は久。本姓は河村。法名は朝覚院。

## 生涯
『御九族記』に72歳で死去とあり、これに従い逆算すれば天文19年（1550年）頃に生まれた。初めは遠江国金谷村の鋳物師の後妻となり、娘（於八）を生む。しかし、お久が美人であることから代官が横恋慕し、夫を闇討ちにするという事件が発生する。お久は3歳になる於八を連れて、謀殺された夫の仇を討ってもらおうと、鷹狩に来ていた家康の一行の前に飛び出して直訴して代官は処罰されることになった。夫の仇は長谷川八郎右衛門という者がとった。その後、家康はお久を浜松城に召し出て奥に入れた。本件は天正年間の事とされ、また『石川正西見聞集』には松平康親が諏訪原城にいた頃の話とある。その期間は天正3年（1575年）から同10年（1582年）となり、この間の出来事になる。
最初は役目も低かったが、徐々に家康の信任を得て、側室となり茶阿局を名乗った。天正20年（1592年）に辰千代（後の松平忠輝）、文禄3年（1594年）に松千代を出産する。資料によっては天正20年に辰千代、松千代を双子で生んだ、あるいは辰千代を天正14年（1586年）に生んだとする説もある。
弟の松千代は生後間もなく長沢松平家を相続し深谷藩1万石の藩主となった。ところが慶長4年（1599年）松千代は6歳で早世し、後嗣として兄の辰千代が藩主となった。辰千代は慶長7年（1602年）に元服し忠輝となり、翌慶長8年に深谷は廃藩とされ信濃国川中島14万石を与えられた。その際、茶阿局は前亡夫の二人の息子（善八郎、又八郎）を、先の長谷川八郎右衛門の一族であった木全刑部の養子にして忠輝の小姓として召し出し、娘婿となっていた花井吉成を忠輝の家老にした。彼らは後に松平清直や山田勝重など、古参の家臣との対立を招いた。ただし辰千代が直接長沢松平を継いだとする資料もあり、この場合松千代は通常は松平仙千代の事績とされる平岩親吉の養子になったとある。
茶阿局は聡明であったため、奥向きのことを任され、強い発言力と政治力を持っていたようである。故郷の金谷村には、周辺の寺を保護して寺同士の紛争の解決にも尽力し、弟が住職だったとされる能満寺の寺領のため奔走したとする慶長9年（1604年）の記録が残る(『能満寺寄進状』)。
慶長11年（1606年）、忠輝は伊達政宗の長女・五郎八姫を正室として娶る。その後、順調に加増を重ね、越後国高田75万石を所領した。元和2年（1616年）、家康死去後は髪を下ろし朝覚院と号した。しかし、直後に忠輝は兄の秀忠により度重なる失態を責められ改易、伊勢国に流罪になった。茶阿局は家康の側室の阿茶局に取り成しを依頼し奔走したが、聞き入れられることはなかった。
茶阿局は元和7年（1621年）6月に72歳で病死した。法名は「朝覚院殿貞誉宗慶定禅尼」。墓碑は、これに因む寺名を持つ宗慶寺（東京都文京区小石川）にある。

## 出身・家系
既述のように、一般的に彼女は鋳物師の後妻であったが夫が代官に殺され、家康に訴え出たところを見初められて側室になったとされる。この話は「東曜婦徳弁」、「以貴小伝」などによる。
青木昆陽がまとめた『諸州古文書』や『山田文書』、『津軽藩旧家伝類』によると、茶阿局は金谷村一帯を支配していた地侍山田氏の出身で父は山田八左衛門という旨が記述されている。現地には、彼女が幼少の頃に金谷村の寺洞善院の住職から手習いを受けていたこと、後年その恩に報いるために洞善院へ梵鐘を寄進しているという伝承が今も残っている。
平戸のイギリス商館長リチャード・コックスの日記に、改易された忠輝が配流される道中でこの地で「叔父の家に泊まった」という記述がある。
茶阿の実兄・山田上野介は石田三成に仕え、重臣となっていた。佐和山城が落城した時、上野介は三成の父や兄と共に自刃したが、息子の山田隼人正（山田勝重、妻は三成の長女）を脱出させており、親戚の孝蔵主は茶阿局のもとに送り届けた。茶阿はこの甥を息子・忠輝の家老にして取り立てた。
彼女が花井氏に嫁いで離縁された過去があること、家康の側室になるにあたって地元の更に有力な武士河村家の養女になったことが記録に残っている。

## 登場作品
- 徳川家康 (1983年、NHK大河ドラマ)、演 : 武原英子
- 影武者徳川家康 （1998年、テレビ朝日）、演 : 深浦加奈子
- 葵 徳川三代（2000年、NHK大河ドラマ）、演：五大路子

## 補注
1. 1 2 3 4 5 6  『柳営婦女伝系』。
2. ↑  山田某。このとき先妻との間に2人の息子がいた。
3. ↑  吉田町HP、能満寺の古文書
4. ↑  文京区教育委員会「茶阿局墓碑」説明板。
5. ↑  弁は旧漢字で表示できなかったもの